# دده‌لی (خاچماز)
دده‌لی (به لاتین: Dədəli) یک منطقه مسکونی در جمهوری آذربایجان است که در شهرستان خاچماز واقع شده است. دده‌لی ۱۵۴۲ نفر جمعیت دارد.